# Siboro (bestuurslaag)
Siboro is een bestuurslaag in het regentschap Samosir van de provincie Noord-Sumatra, Indonesië. Siboro telt 949 inwoners (volkstelling 2010).